# Landry Mulemo
Landry Mulemo (* 17. September 1986 in Kinshasa) ist ein belgischer ehemaliger Fußballspieler mit kongolesischer Herkunft.

## Karriere
Mulemo begann seine Karriere, nachdem er mit seinen Eltern nach Belgien gekommen war, als Vierjähriger bei Standard Lüttich. Von 1992 bis 1995 spielte er in der Jugendmannschaft des FC Flamelle, ehe er wieder nach Lüttich zurückkehrte.
2004 wurde er in den Kader der ersten Mannschaft geholt und weiterverliehen an VV St. Truiden. In seiner ersten vollen Saison wurde der Verein 14. In den folgenden Saisons, die er nach Sint-Truiden verliehen war, wurde der Verein 15. Für die Saison 2007/08 kehrte er zu Standard zurück und konnte auf Anhieb auf europäischer Klubebene spielen: In der UEFA-Cup Qualifikation kam Mulemo gegen den Vertreter aus Luxemburg UN Käerjeng in der 85. Minute für Marcos Camozzato ins Spiel. Das Spiel in Luxemburg wurde 3:0 gewonnen. Die Mannschaft wurde Meister und gewann den Supercup. 2008/09 wurden diese beiden Titel verteidigt.
Nach der relativ enttäuschenden Meisterschaft 2009/10 mit Platz acht und Platz zwei in der Gruppe B zum Europa-League-Play-off und dem Erreichen des Viertelfinales der Europa League wechselte Mulemo im Sommer 2010 in die Türkei zu Bucaspor. Dort konnte er sich einen Stammplatz erkämpfen. Jedoch wurde sein Vertrag bereits im April aufgelöst.
Im Juli 2011 trainierte er beim deutschen Bundesliga-Aufsteiger FC Augsburg mit, erhielt jedoch keinen Vertrag. Letztendlich kehrte er nach Belgien zurück und unterschrieb bei KV Kortrijk. Es folgten weitere Stationen bei Beitar Jerusalem, Kaposvári Rákóczi FC, erneut KV Kortrijk und KS Vllaznia Shkodra.
Zuletzt stand Mulemo 2017 beim FC Birkirkara auf Malta unter Vertrag und ist seitdem vereinslos.

## Nationalmannschaft
Mulemo absolvierte in fünf Jahren insgesamt 27 Spiele für diversen belgischen Jugendnationalmannschaften und erzielte dabei ein Tor. Er nahm an der U-21-Fußball-Europameisterschaft 2007 in den Niederlanden teil. Sein einziger Einsatz war im Gruppenspiel gegen die Niederlande, in der der linke Verteidiger für Sébastien Pocognoli in der 87. Minute eingewechselt wurde. Das Spiel in Heerenveen endete 2:2. Belgien schied im Halbfinale gegen Serbien aus. Weiters stand Mulemo im Kader zu den Olympischen Spielen 2008 in Peking. Dort kam er in fünf von sechs Begegnungen zum Einsatz. Das Spiel um Platz drei in Shanghai gegen Brasilien verlor Belgien mit 0:3.
Von 2011 bis 2013 bestritt er dann elf Spiele für die A-Nationalmannschaft seines Heimatlandes DR Kongo.

## Erfolge
- Belgischer Meister: 2008, 2009
- Belgischer Superpokalsieger: 2008, 2009